# ياسر منصور
ياسر داود سليمان منصور، ولد في نابلس عام 1967، نائب عن حركة المقاومة الإسلامية (حماس) في المجلس التشريعي الفلسطيني، وقيادي سياسي وعسكري وإداري في حركة حماس، كان واحدا من مبعدي مرج الزهور عام 1992

## تعليمه
حاصل على شهادة البكالوريوس في الشريعة الإسلامية من جامعة النجاح الوطنية سنة 1994م.•
حاصل على شهادة الماجستير في الفقه والتشريع من جامعة النجاح الوطنية سنة 2000م.

## نشاطه السياسي والاجتماعي
يعد من قيادات حركة حماس في الضفة الغربية واعتقل لعدة سنوات في السجون الإسرائيلية. أبعد مع جمال منصور مع المئات من أعضاء حركة حماس إلى مرج الزهور عام 1992 .
إمام وخطيب في مساجد نابلس، ويمثل الحركة الإسلامية في لجنة التنسيق ألفصائلي، وهو عضو في لجنة التوعية الإسلامية وفي لجان الإصلاح لمحافظة نابلس.